# Pompoko
Pompoko (平成狸合戦ぽんぽこ, Heisei Tanuki Gassen Ponpoko, lit. La guerra dels gossos viverrins de l'era Pompoko) és una pel·lícula d'animació dirigida per Isao Takahata i estrenada al Japó el 16 de juliol de 1994. Va ser produïda pels Estudis Ghibli, cosa que la fa el novè llargmetratge de l'estudi.
La pel·lícula està ambientada en un entorn típic i folklòric del japonès i és protagonitzada pels tanuki, una espècie de mamífer carnívor de la família cànids semblant a l'os rentador. "Pompoko" és el soroll que fan els tanukis quan es toquen la panxa com un timbal, i ve d'un poema de 1919 d'Ujō Noguchi, que va esdevenir una cançó popular entre els nens al voltant del 1925.
Es va doblar en català per a Blu-ray, el qual va sortir a la venda el 25 de juny de 2024.

## Argument
Segons la tradició japonesa, els tanuki, una espècie semblant a l'os rentador comú al Japó, tenen l'habilitat de transformar-se en humans o en altres criatures. En adonar-se que els humans estan destruint el bosc on habiten per construir noves urbanitzacions, una família d'aquests animals farà ús dels seus poders per iniciar una guerra mai vista.

## Producció
La idea de fer una pel·lícula amb tanuki va sorgir a Hayao Miyazaki, que li va suggerir a Isao Takahata, que va decidir fer el guió i la pel·lícula ell mateix, després de l'exitosa recepció per part del públic i de la crítica que van tenir les seves pel·lícules anteriors amb l'estudi (La tomba de les lluernes i Records de l'ahir). A més, Takahata desitjava fer un gènere diferent del drama, desig que va seguir amb la seva següent producció a Studio Ghibli, Els meus veïns els Yamada.
Visualment, els tanuki en aquesta pel·lícula són representats de tres maneres durant la pel·lícula: com a animals realistes (vegeu gossos viverrins), com a animals antropomorfs que vesteixen de tant en tant, i com a figures caricaturitzades. Takahata, per fer les formes caricaturitzades, es va basar en l'estil del mangaka Shigeru Sugiura (de qui Takahata és un gran admirador). Així, a la pel·lícula, acostumen a prendre la seva forma realista quan són vistos per éssers humans, la seva forma caricaturitzada quan estan fent alguna cosa estranya o divertida, i la seva forma antropomorfa durant gairebé tota la pel·lícula.

## Repartiment de veus
| Personatge | Japonès            | Català              |
| ---------- | ------------------ | ------------------- |
| Narrador   | Shinchō Kokontei   | Jordi Salas         |
| Sōkichi    | Makoto Nonomura    | Àlex de Porrata     |
| Oroku      | Nijiko Kiyokawa    | Maite Supervia      |
| Ponkichi   | Kobuhei Hayashiya  | Xavier Castañer     |
| Seizaemon  | Norihei Miki       |                     |
| Tamasaburo | Akira Kamiyama     | Iván Murray         |
| Sasuke     | Megumi Hayashibara | Elena Rubio         |
| Oshu       | Kosan Yanagiya     | Joan Sanz           |
| Gonta      | Shigeru Izumiya    | Toni Astigarraga    |
| Kincho     | Beichō Katsura     | Iván Cánovas        |
| Bunta      | Takehiro Murata    | Rafael Calvo Suárez |
| Otama      | Yorie Yamashita    | Anna Maria Camps    |
| Hage       | Bunshi Katsura     | Narcís Carreras     |
| Koharu     | Yumi Kuroda        | Elena Rubio         |
| Ryutaro    | Akira Fukuzawa     | Eric Suñén          |
| Kiyo       | Shigeru Muroi      | Maria Romeu         |

## Rebuda
Pompoko va ser la pel·lícula número u en el mercat domèstic japonès el 1994, la qual va recaptar 2630 milions de iens en ingressos de distribució, i en total va fer 4470 milions de iens a taquilla.
El 1994 va guanyar el premi al millor film d'animació a la 49a edició dels Premis de Cinema Mainichi, i el 1995 el premi al millor llargmetratge del Festival de Cinema d'Animació d'Annecy.